# Mediodactylus heterocercus
Mediodactylus heterocercus là một loài thằn lằn trong họ Gekkonidae. Loài này được Blanford mô tả khoa học đầu tiên năm 1874.

## Hình ảnh

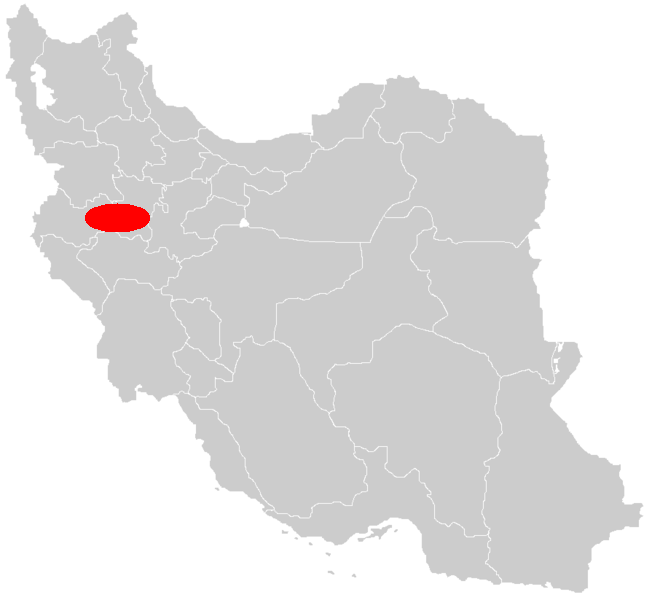